# Reloj de misa

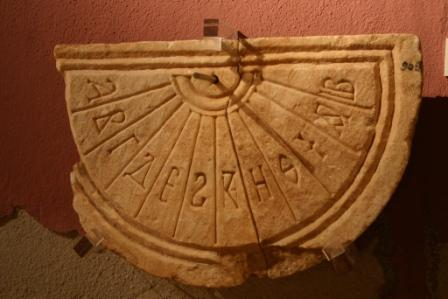
Ejemplo de Reloj de Misa expuesto en el Museo Arqueológico de Estambul.

Reloj de misa es un tipo de reloj de sol que indica en su escala (la mayoría de las veces de forma muy aproximada) las horas canónicas. Se trata de un reloj que se puede presentar en las fachadas meridionales de algunas iglesias medievales o monasterios, y a veces también en algunos monasterios de épocas más tardías. Su construcción es muy rudimentaria, y así se denomina a veces relojes arañados.

## Características
Estos relojes están formados por haces radiales de líneas convergentes, limitadas por un entorno la mayoría de las veces de forma circular o semicircular con centro en el punto común de las líneas. El ángulo entre las líneas forma, o intenta formar, ángulos iguales entre sí. El número de líneas es variable y muchas veces no coincide con las doce típicas de los relojes de sol de horas temporarias. Estos relojes suelen ser de pequeño tamaño, situados casi siempre al alcance de la mano y con su centro apenas marcado.
Se desconoce hoy en día la existencia de documentos antiguos capaces de describir la construcción y uso de los mismos.